# 謝鍾齡
謝鍾齡，福建将乐縣人，清朝政治人物、同進士出身。
雍正二年（1724年）甲辰科進士，擔任過大城縣知縣以及广东廉州府知府。乾隆十一年（1746年）擔任知州時重修橫縣的淮海書院。